# Where Shall You Take Me?
Where Shall You Take Me? är det femte albumet från amerikanska singer/songwritern Damien Jurado, utgivet den 3 mars 2003.

## Låtlista
1. "Amateur Night" - 3:12
2. "Omaha" - 3:18
3. "Abilene" - 2:26
4. "Texas To Ohio" - 2:56
5. "Window" - 2:21
6. "I Can't Get Over You" - 3:11
7. "Intoxicated Hands" - 4:35
8. "Tether" - 2:34
9. "Matinee" - 2:58
10. "Bad Dreams" - 4:06